# Viking Air
Viking Air Ltd. är en kanadensisk tillverkare av flygplan. flygplansdelar och reservdelar, som har sitt huvudkontor i North Saanich i British Columbia.  

## Historik
Viking Air grundades 1970 av Nils Christensen för att underhålla och konvertera alla slags flygplan, men med särskild inriktning på sjöflyplan och amfibieflygplan.  År 1983 skaffade Christensen exklusiva rättigheter från de Havilland Canada att tillverka och försälja reservdelar till flygplanen DHC-2 Beaver och DHC-3 Otter. 
År 2005 övertog företaget reservdels- och underhållsverksamheten för alla tidigare de Havillandtyper av flygplan. 
Sedan 2008 har Viking Air tillverkat sin egen version av DHC-6 Twin Otter och underhåller också DHC-2 Beaver.
I februari 2006 köpte Viking Air typcertifikat från Bombardier för alla produktionsavvecklade flygplanstyper som härrörde från de Havilland, med undantag för DHC-8 Dash 8. År 2016 övertogs också tillverkningsrätterna för Bombardiers amfibieflygplan, inklusive vattenbombarna Canadair CL-215, Canadair CL-215T och Bombardier 415. I november 2018 meddelades att Viking Air övertagit även DHC-8 Dash 8-produktlinjen.
Viking Air Ldt. ingår i koncernen Longview Aviation Capital Corp tillsammans med Pacific Sky Aviation Ltd., Longview Aviation Asset Management Corp. (LAAM) och Longview Aviation Services. (LAS)

## Flygplanstillverkning

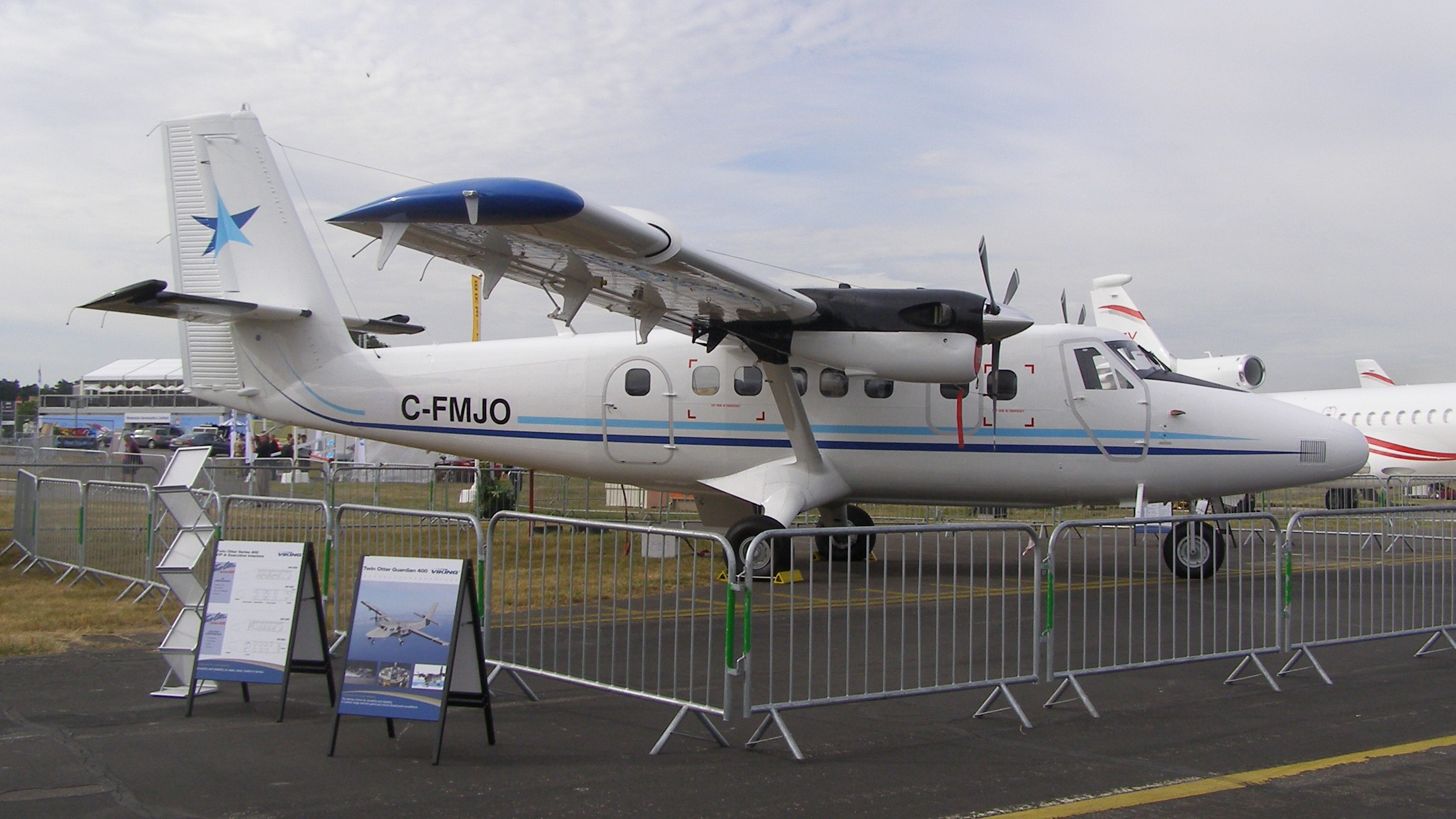
DHC-6 Series 400 på flyutställningen på Farnborough Airport 2010

År 2007 återstartade Viking tillverkning av Twin Otter, försedd med starkare Pratt & Whitney Canada PT6A-34/35-motorer. Denna Series 400 har generellt bättre data, inklusive kraft, utrymme och fraktkapacitet.
Viking Air tillverkar också uppgraderade DHC-2 Beaver, som försetts med en Pratt & Whitney Canada PT6A-34 turbopropmotor.
Företaget uppgraderar från 2018 vattenbombare av typen Canadair CL-215.